# Paper Monsters
Albums de Dave Gahan
Hourglass
(2007)
Paper Monsters est le premier album solo de Dave Gahan, le chanteur de Depeche Mode. Produit par Ken Thomas, connu pour son travail avec le groupe islandais Sigur Rós, le CD est sorti le 3 juin 2003.

## Liste des morceaux
| No  | Titre                | Durée |
| --- | -------------------- | ----- |
| 1.  | Dirty Sticky Floors  | 3:34  |
| 2.  | Hold On              | 4:17  |
| 3.  | A Little Piece       | 5:11  |
| 4.  | Bottle Living        | 3:33  |
| 5.  | Black and Blue Again | 5:43  |
| 6.  | Stay                 | 4:19  |
| 7.  | I Need You           | 4:45  |
| 8.  | Bitter Apple         | 6:00  |
| 9.  | Hidden Houses        | 5:02  |
| 10. | Goodbye              | 5:54  |

## Singles issus de l'album
Trois singles issus de Paper Monsters ont été édités :
| No | Titre                   | Durée |
| -- | ----------------------- | ----- |
| 1. | Dirty Sticky Floors     |       |
| 2. | I Need You              |       |
| 3. | Bottle living / Hold on |       |